# Martinus Gerardus Tétar van Elven

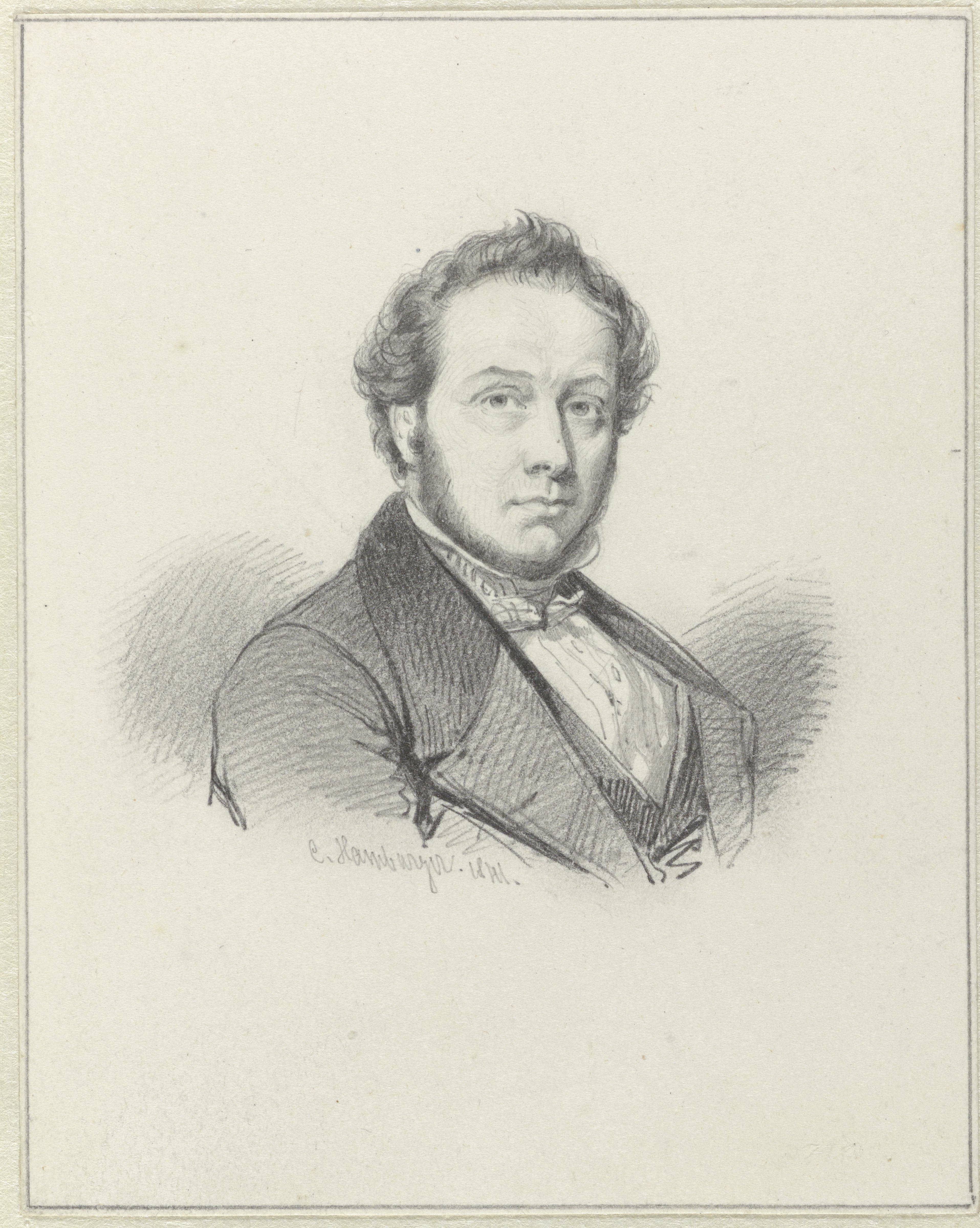
Portret van de architect Martinus Gerardus Tetar van Elven. Potloodtekening van Johan Coenraad Hamburger uit 1841

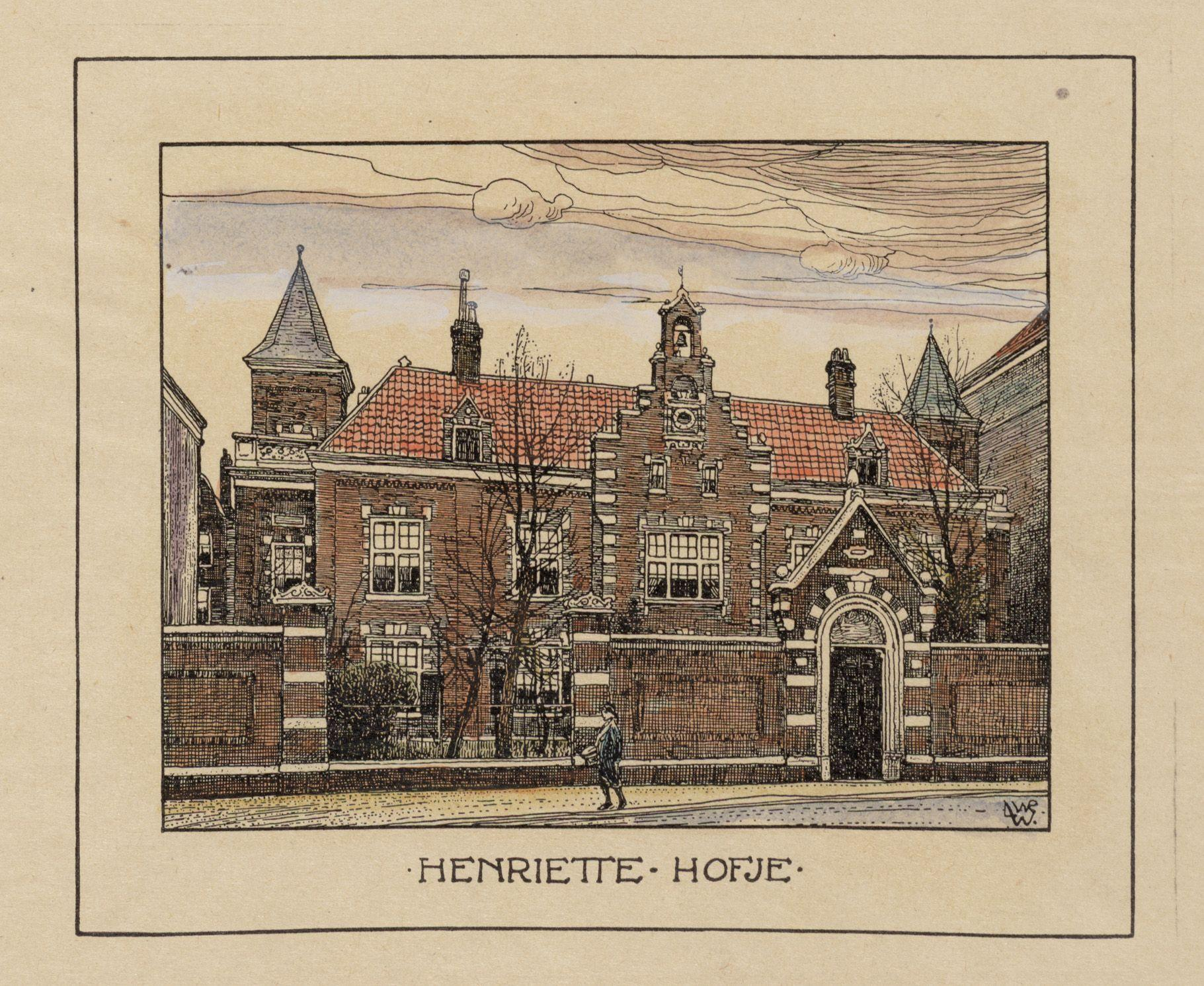
Henriëttehofje in Amsterdam. Ingekleurde prent van L.W.R. Wenckebach

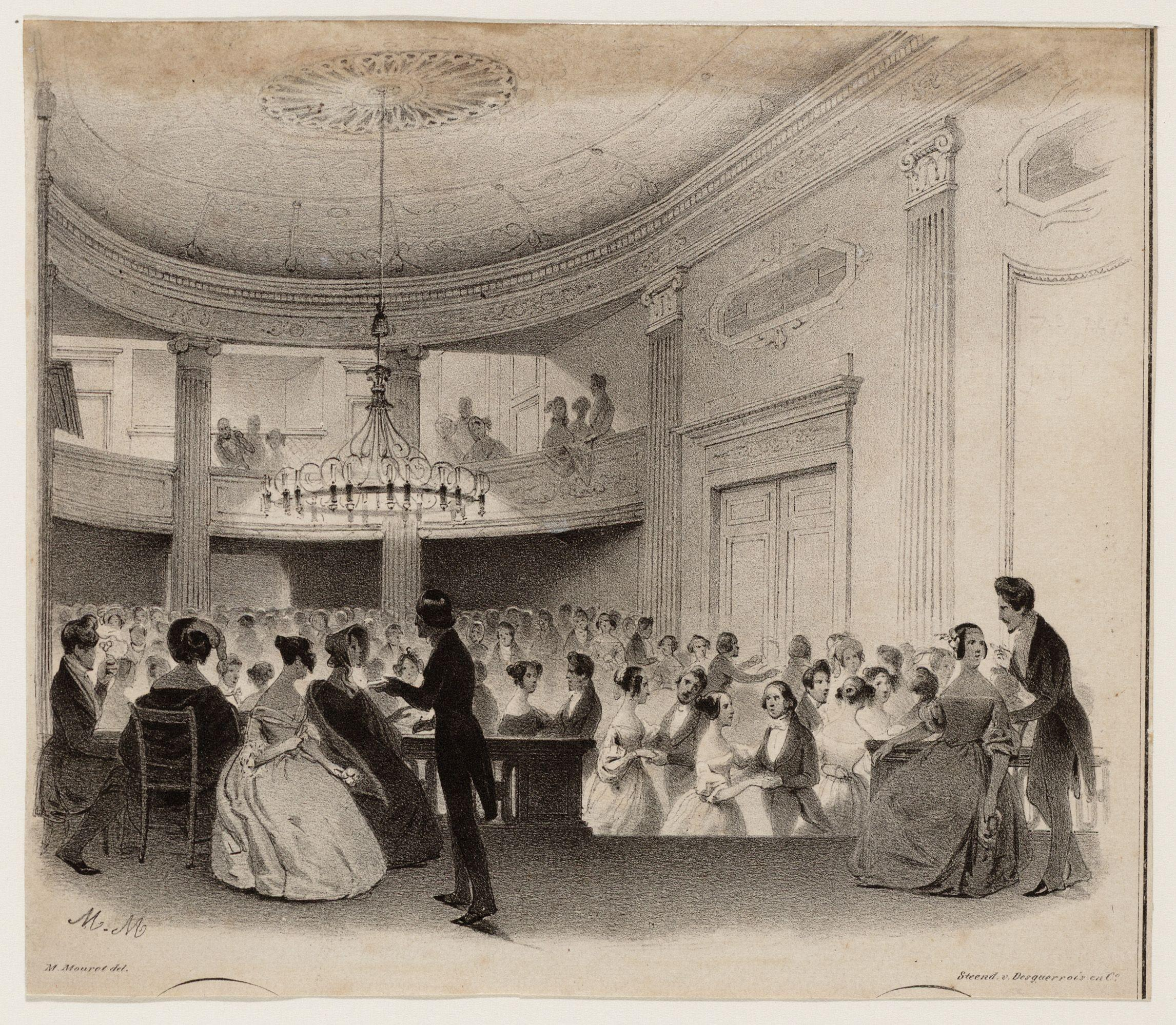
Concertzaal van Odeon in Amsterdam. Litho van J.F. Michel

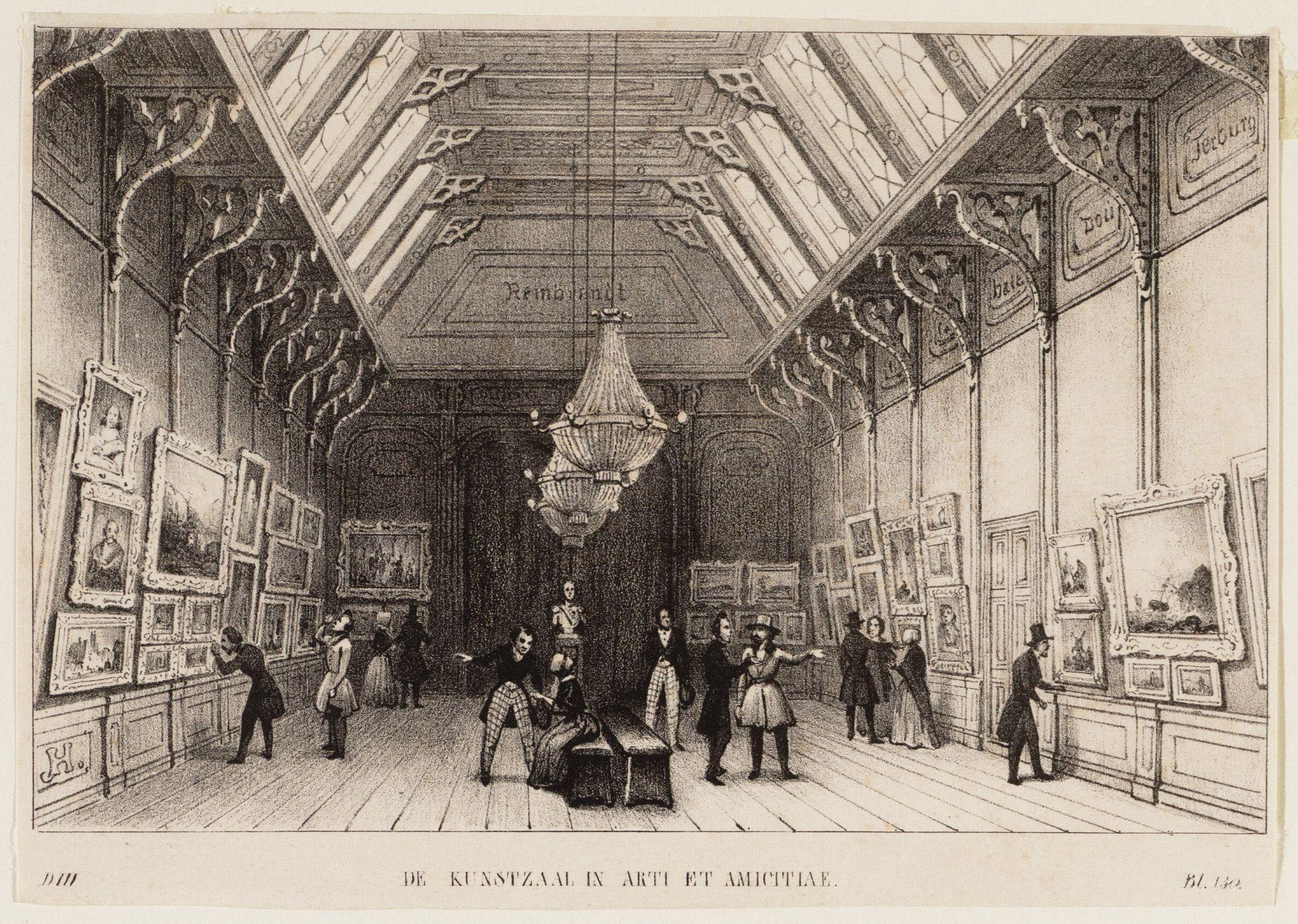
Kunstzaal van Arti et Amicitiae in Amsterdam. Prent van J.J.A. Hilverdink

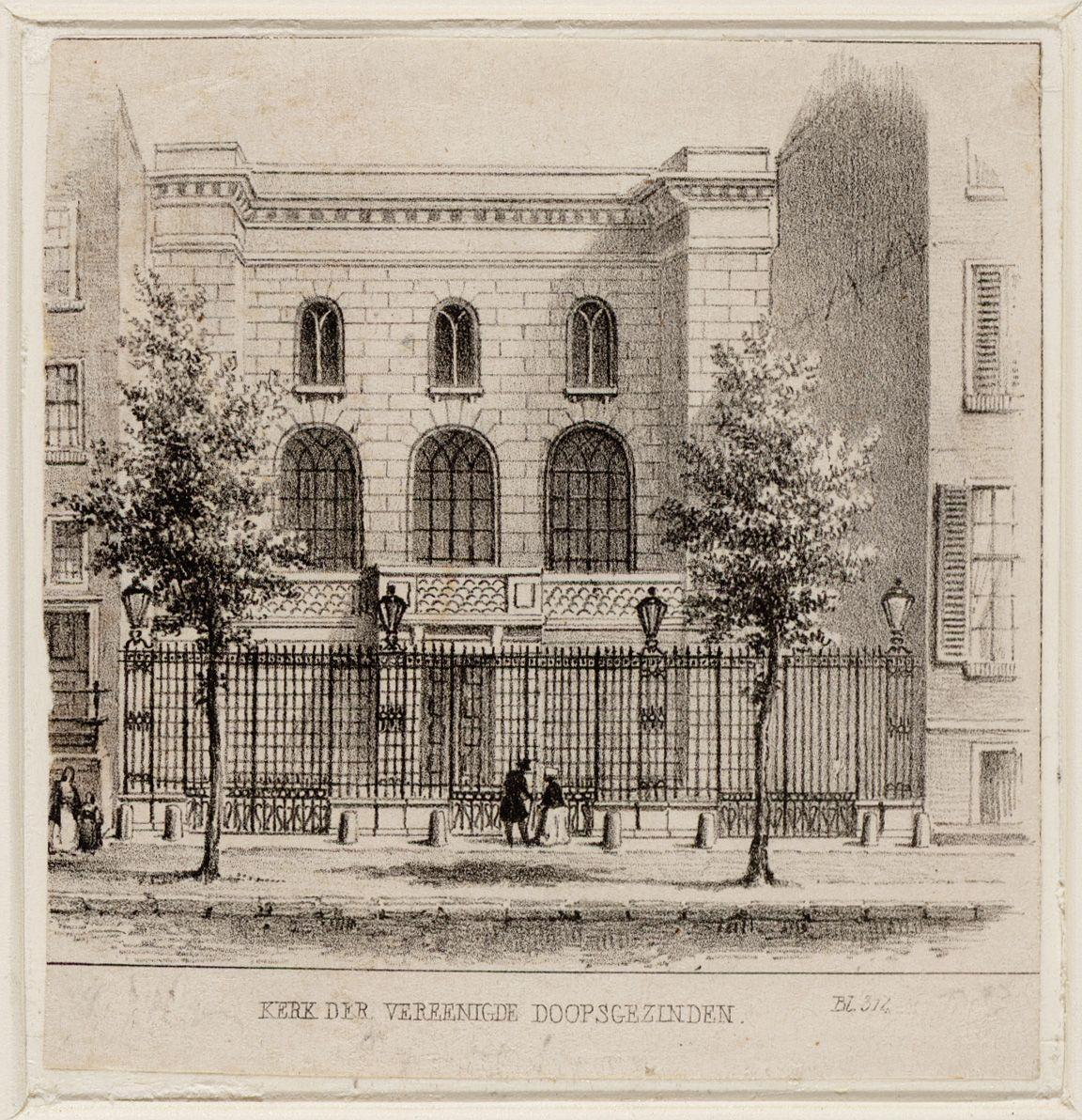
Doopsgezinde Kerk 'Bij het Lam'. Litho van J.J.A. Hilverdink

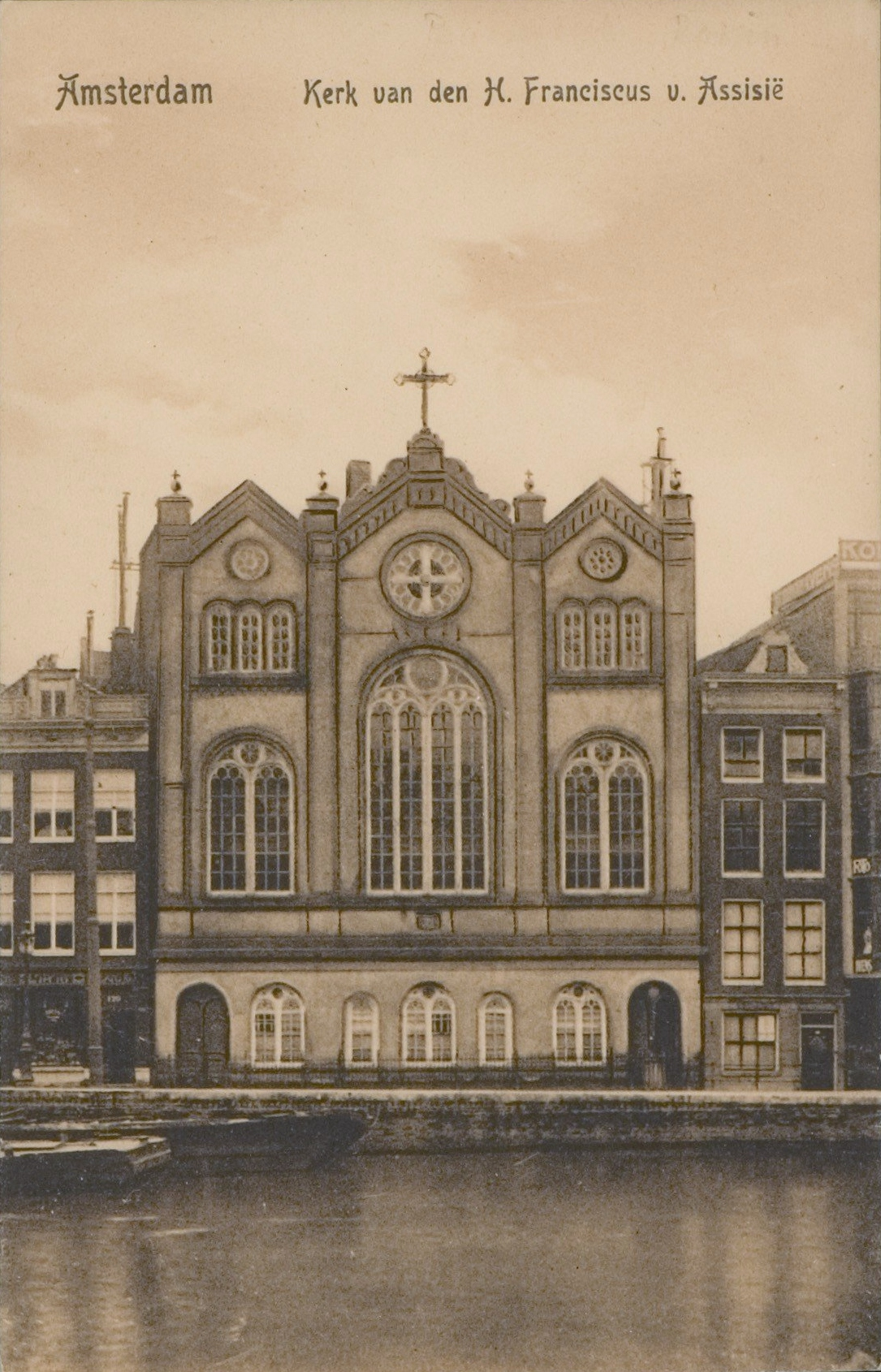
De katholieke kerk 'Het Boompje' aan het Rokin.

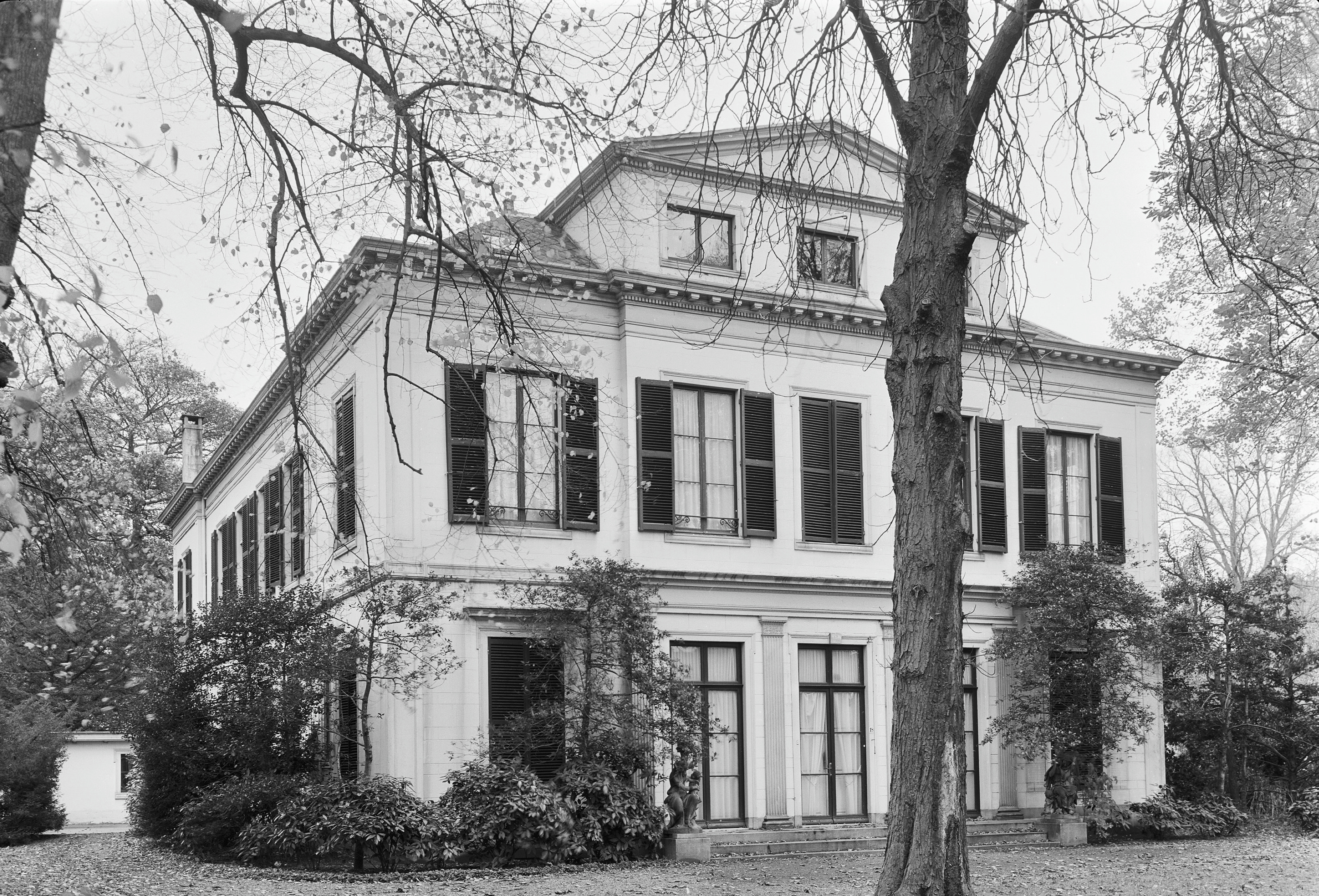
Landhuis Hartelust in Bloemendaal

Martinus Gerardus (Martin Gérard) Tétar van Elven (Amsterdam 20 januari 1803 - Oirschot 18 mei 1882) was een Nederlandse architect van katholieken huize en telg van de kunstenaarsfamilie Tétar van Elven.

## Familie
Tétar van Elven is in Amsterdam geboren als Martinus Gerardus van Elven, als zoon van de laarzenmaker Henricus Lambertus (Henri) van Elven (1781-1855), tevens uitvinder van een eigen stelsel van stenografie, en Anne Françoise Felicité Tétar (1776-1810). Haar ouders waren allebei vanuit Frankrijk naar Nederland verhuisd, haar vader, de schoenmaker Jean Baptiste Tétar, vanuit de havenstad La Rochelle. De naam Tétar werd oorspronkelijk geschreven als Testart. Haar moeder Françoise Boussu was een dochter van de vioolbouwer Benoit Joseph Boussu, wiens werk is te zien in het Muziekinstrumentenmuseum in Brussel. Na het overlijden van Anne hertrouwde Henri met de Groningse Dorothea Carolina de Hosson, dochter van de kunstschilder Bernardus Franciscus Ignatius de Hosson (1757-1833). Tevens ging hij zich Henri Louis Tétar van Elven noemen en werd hij ten tijde van het Franse Keizerrijk ambtenaar. Voor Henri's werk verhuisde de familie rond 1813 van Groningen naar Antwerpen.  
Zowel Martin Gérards jongere broer Jan Baptist Tétar van Elven (1805-1889) als zijn halfbroer Paul Tétar van Elven (1823-1896) werd kunstschilder, evenals de zonen van Jean Baptiste: Pierre Tétar van Elven (1828-1908) en J. Eduard Tétar van Elven (1832-1859). De woning van Paul aan de Koornmarkt 67 te Delft is thans het Museum Paul Tétar van Elven. Zijn derde broer Cornelis Tétar van Elven (1817-1845) kende enige faam als toneelschrijver. 
Martinus Gerardus was gehuwd met Johanna Francisca (Françoise) Abadie (1804-1883) uit Bergen op Zoom, bij wie hij in ieder geval twaalf kinderen kreeg, de oudste nog in België, de overige kinderen in Amsterdam. Hij was onder andere de vader van de architect en graveur Henricus Martinus Tétar van Elven (1827-1899), vaak abusievelijk Hermanus Martinus genoemd, en van civiel ingenieur Louis Tétar van Elven (1830-1907), die patent had op een periscoop voor een duikboot. Van zijn kinderen is alleen zijn zoon Johannes Franciscus (Jan) gehuwd. Van hem zijn thans nog nakomelingen in leven, via zijn zoon Henri Paul Tétar van Elven. Diens kinderen vormden de vijfde en tevens laatste generatie van de familie Tétar van Elven.

## Opleiding
Tétar van Elven werd van 1818 tot 1823 opgeleid aan de Koninklijke Academie voor Schone Kunsten van Antwerpen. Tot zijn docenten behoorden de architect Pierre Bruno Bourla en de schilder Mattheus Ignatius van Bree.
In 1823 werd hij opzichter bij Rijkswaterstaat in het zuiden van het Verenigd Koninkrijk der Nederlanden, waar hij in 1829 verantwoordelijk was voor de aanleg van het kanaal van Pommerœul naar Antoing in de provincie Henegouwen. 
Als gevolg van de Belgische Revolutie keerde hij naar het noorden terug. In 1832 werd hij als opvolger van Abraham Cornelis Tapper stadsarchitect van Harderwijk. Of hij in die functie iets gebouwd heeft, is niet bekend.

## Directeur aan de Koninklijke Academie
Van 1835 tot 1869 was Tétar van Elven, als opvolger van waarnemend directeur Hendrik Springer (die vervolgens vergeefs naar Tétars vacante post in Harderwijk solliciteerde), directeur bouwkunde aan de Koninklijke Akademie van Beeldende Kunsten in Amsterdam. Van 1836 tot 1863 was Wilhelmus Jacobus Johannes Offenberg zijn assistent. In 1837 voerde hij drastische veranderingen in het bouwkundig curriculum door, ontleend aan het onderwijs in Antwerpen.
Ten behoeve van het onderwijs verzorgde hij op basis van twee recente Franstalige edities een vertaling van het het handboek van de invloedrijke Italiaanse renaissancetheoreticus Giacomo Barozzi da Vignola (1507-1573), die in 1848 onder de titel De regelen der vijf bouworden het licht zag.
Uit hoofde van zijn functie was hij verantwoordelijk voor het programma voor de jaarlijkse prijsvragen, zoals bijvoorbeeld in 1835 voor een bibliotheek, in 1836 voor een 'gesticht van weldadigheid', en in 1837 voor een schouwburg. De belangrijkste was de ditmaal voor de bouwkunst uitgeschreven Grote Prijs van 1837 met als opgave het ontwerpen een krankzinnigengesticht, waarvan de winnaar - Anthony Willem van Dam - vervolgens voor vier jaar met een studiebeurs naar Parijs, Rome en Athene mocht vertrekken.
Daarbuiten was Tétar van Elven tevens als jurylid betrokken bij de door Isaäc Warnsinck gewonnen Amsterdamse Beursprijsvraag van 1836.
In 1839 hoorde Tétar van Elven met de schilder Jan Adam Kruseman en de Frans-Nederlandse graveur Benoit Taurel tot de oprichters van de Amsterdamse kunstenaarsvereniging Arti et Amicitiae. Martin was degene die hiervoor het idee kreeg, tijdens de opening van Artis. 
In 1842 was hij een van de twaalf oprichters van de Maatschappij tot Bevordering der Bouwkunst, waarvoor hij tot 1851 gewoon bestuurslid en van 1867 tot 1871 secretaris was.

## Eigen bouwwerken in Amsterdam
In 1845 solliciteerde Tétar van Elven vergeefs naar de post van directeur der Stadswaterwerken in Amsterdam, in 1852 vergeefs naar de post van inspecteur der Stads Publieke Werken in Amsterdam.
Hij heeft zelf niet veel gebouwd. Naast een aantal grachtenhuizen valt voor Amsterdam op het gebied van de profane bouwkunst vooral het in neorenaissancestijl opgetrokken Henriëttehofje aan de Stadhouderskade (1868-1869, 1968 gesloopt) te noemen.
Voorts tekende hij in 1838 voor de concertzaal in het gebouw Odeon aan het Singel. In 1841 verbouwde hij het nieuwverworven pand van de kunstenaarsvereniging Arti et Amicitiae aan het Rokin, waarvan hij vervolgens de in een mengsel van stijlen ingerichte kunstzaal, met een gietijzeren lichtkap, in het tijdschrift van de Maatschappij tot Bevordering der Bouwkunst besprak. Ook het ontwerp voor de zes lantaarns bij het Paleis op de Dam (1844) is van zijn hand. 
Tétar van Elven heeft verder de verbouwing van twee schuilkerken op zijn naam. In 1839-1841 moderniseerde hij de doopsgezinde kerk Bij het Lam uit 1639, waarbij deze aan de Herengracht van een nieuwe gepleisterde neoclassicistische gevel werd voorzien.
In 1843-1844 verving hij bij de katholieke kerk Het Boompje aan het Rokin de drie grachtengevels door een nieuwe façade in eclectische trant, wat aanleiding gaf tot een korte felle polemiek, waarbij Joseph Alberdingk Thijm voor hem in de bres sprong.

## Werkzaamheden buiten Amsterdam
Buiten Amsterdam ontwierp Tétar van Elven een drietal landhuizen, waaronder Hartelust (1847-1848) bij Bloemendaal voor het bankiersechtpaar Olga Emilie Sillem en Jan Borski. Ook daarvan publiceerde hij zelf een beschrijving.
Verder bouwde hij het gebouw Mutua Fides (1851) bij het gewezen Hof van Katwijk in Katwijk aan den Rijn. Daarnaast ontwierp hij vermoedelijk het neoclassicistische koetshuis van het landgoed Heuven bij Rheden (1861), met details in Willem II-gotiek. 
In 1856 ontwierp hij de sokkel voor het door Louis Royer vervaardigde standbeeld van Laurens Janszoon Coster op de Grote Markt in Haarlem. Samen met de Royer was hij in 1846 als getuige opgetreden bij het tweede huwelijk van Taurel.
In 1869 vertrok hij als directeur van de Akademie en verhuisde hij naar Oirschot, waar hij dertien jaar later overleed.
- Biografisch Portaal: 35658177
- Nederlandse Thesaurus van Auteursnamen: 254861229
- RKD-Nederlands Instituut voor Kunstgeschiedenis: 76909
- Virtual International Authority File: 291494907
- WorldCat: E39PBJdgYxhHRVrm7QFQWhWqwC